# Richard Cabral
Richard Cabral (Los Angeles, 28 de agosto de 1984), é um ator norte-americano, produtor ocasional e escritor. Ele é mais conhecido por seus papéis em Mayans M.C. na FX, a série de televisão da ABC American Crime, que lhe rendeu uma indicação ao Primetime Emmy Award em 2015, e a série de televisão da Fox Lethal Weapon.

## Prêmios e indicações
Em 2013, Cabral ganhou o prêmio Lo Maximo da Homeboy Industries, que homenageia os beneficiários do serviço HI que retribuem à comunidade.
| Ano  | Premiação                  | Categoria                                                         | Trabalho indicado | Resultado |
| ---- | -------------------------- | ----------------------------------------------------------------- | ----------------- | --------- |
| 2015 | 67º Primetime Emmy Awards  | Melhor Ator Coadjuvante em Série Limitada ou Filme                | American Crime    | Indicado  |
| 2015 | 19º OFTA Television Awards | Melhor Ator Coadjuvante em Filme ou Minissérie                    | American Crime    | Indicado  |
| 2016 | 20º Satellite Awards       | Melhor Elenco — Série de Televisão (compartilhado com o conjunto) | American Crime    | Venceu    |